# Nelson Gutiérrez
Nelson Daniel Gutiérrez Luongo (* 13. April 1962 in Montevideo, Uruguay) ist ein ehemaliger uruguayischer Fußballspieler.

## Vereinskarriere
Der 1,85 Meter große Innenverteidiger begann seine Vereinskarriere 1980 beim uruguayischen Verein Peñarol. Mit den Aurinegros gewann Gutiérrez 1981 und 1982 die uruguayische Meisterschaft sowie 1982 die Copa Libertadores und den Weltpokal. 1985 spielte er dann für den kolumbianischen Verein Atlético Nacional. 1985/86 und in den beiden Folgespielzeiten schloss er sich dem argentinischen Hauptstadtklub River Plate an. Hier  sicherte er sich mit seinen Mitspielern nicht nur den argentinischen Meistertitel 1986, sondern setzte sich auch in der Copa Libertadores jenes Jahres durch. In der Saison 1988/89 absolvierte er 17 Spiele (ein Tor) für Lazio Rom in der Serie A. Innerhalb dieser Liga wechselte er anschließend zu Hellas Verona, wo er 1989/90 in 27 Ligaspielen zum Einsatz kam und drei Tore erzielte. Die nächsten drei Spielzeiten verbrachte er in Spanien bei CD Logroñés. 1993 kehrte er nach Uruguay zu Peñarol zurück, für das er in der Clausura 1996 seine letzte Halbserie spielte. Dort wurde er noch viermal hintereinander Uruguayischer Meister (1993, 1994, 1995 und 1996). Auch erreichte er mit seinen Mitspielern zweimal in den Jahren 1993 und 1994 die Endspiele um die Copa Conmebol. Zum Abschluss seiner Karriere war er in der Apertura 1997 noch für Defensor Sporting aktiv.

## Nationalmannschaft
Gutiérrez nahm mit der uruguayischen Junioren-Auswahl an der Junioren-Fußballweltmeisterschaft 1979 in Japan teil und belegte mit dem Team den dritten Platz. Auch bei der Junioren-Fußballweltmeisterschaft 1981 kam er für Uruguays Juniorennationalelf bei allen drei Gruppenspielen und der Viertelfinalniederlage gegen Rumänien zum Zug. Im selben Jahr gewann er mit Uruguay den Titel bei der U-20-Südamerikameisterschaft 1981. Im Verlaufe des Turniers wurde er von Trainer Aníbal Gutiérrez Ponce in Ecuador siebenmal (kein Tor) eingesetzt. Der Abwehrspieler war auch Mitglied der uruguayischen Fußballnationalmannschaft. Insgesamt absolvierte er von seinem Debüt am 2. Juni 1983 bei der Partie in Asunción gegen die Auswahl Paraguays bis zu seinem letzten Einsatz am 25. Juni 1990 im WM-Spiel gegen die italienische Nationalelf 57 Länderspiele für sein Heimatland. Ein Tor erzielte er dabei nicht. Mit der Celeste nahm er an der Fußball-Weltmeisterschaft 1986 und am WM-Turnier 1990 teil. Weitere Turniere, an denen er auf uruguayischer Seite mitwirkte, waren die Copa América 1983 und 1987, bei denen Uruguay jeweils den Titel gewann. Auch bei der Copa América 1989, dem Artemio-Franchi-Pokal 1985 sowie der Copa Artigas 1983 und 1985 gehörte er dem Aufgebot an.

## Erfolge
- 2× Copa América (1983, 1987)
- U-20-Südamerikameister 1981
- Weltpokal (1982)
- 2× Copa Libertadores (1982, 1986)
- 6× Uruguayischer Meister (1981, 1982, 1993, 1994, 1995 und 1996)
- Argentinischer Meister (1986)